# Operațiunea Achse
Operațiunea Achse (în germană Fall Achse, lit. Axa cazului), numită inițial Operațiunea Alaric (Unternehmen Alarich), a fost numele de cod pentru operațiunea germană de dezarmare forțată a forțelor armate italiene după armistițiul Italiei cu Aliații din 3 septembrie 1943.